# Edmundo Troya
Edmundo Mosquera Troya (Cali, 17 de marzo de 1963) es un actor de teatro y televisión colombiano. Es reconocido por interpretar varias producciones nacionales.

## Filmografía

### Televisión
- Enfermeras (2022)
- Un bandido honrado (2019)
- Garzón (2018)
- En la boca del lobo (2014)
- Retrato de una mujer (2013)
- Tres Caínes  (2013)
- Amar y temer  (2011)
- Doña Bella (2010)
- Sin senos no hay paraíso  (2008)
- Victoria  (2007)
- Vuelo 1503  (2006)
- El vuelo de la cometa (2004)
- La saga, negocio de familia  (2004)
- Milagros de amor  (2002)
- Alicia en el país de las mercancías  (2001)
- Rauzán  (2000)
- Tabú  (1999)
- Copas amargas  (1996)
- Sueños y espejos (1995)
- Tentaciones  (1995)
- Paloma  (1994)
- Pasiones secretas  (1993)
- La maldición del paraíso (1993)
- Sangre de lobos (1992)
- Espumas (1991)
- La casa de las dos palmas (1991)[3]
- Gitana (1990)
- Señora bonita (1990)
- La rosa de los vientos (1989)
- Las Ibáñez (1989)
- El derecho de amar (1988)
- Marcela (1987)

## Premios y nominaciones

### Premios India Catalina
| Año  | Categoría              | Telenovela o serie        | Resultado |
| ---- | ---------------------- | ------------------------- | --------- |
| 1993 | Mejor Actor Principal  | Sangre de lobos           | Nominado  |
| 1991 | Mejor Actor de Reparto | La casa de las dos palmas | Nominado  |

### Premios TvyNovelas
| Año  | Categoría               | Telenovela o serie | Resultado |
| ---- | ----------------------- | ------------------ | --------- |
| 2003 | Mejor actor antagónico  | Milagros de amor   | Nominado  |
| 1993 | Mejor actor protagónico | Sangre de lobos    | Nominado  |

### Otros premios
- Premio Simón Bolívar a mejor actor por Sangre de lobos.